# Stuart Donaldson (Politiker, 1991)
Stuart Blair Donaldson ist ein schottischer Politiker der Scottish National Party (SNP).

## Leben
Donaldsons Mutter ist die SNP-Abgeordnete im schottischen Parlament Maureen Watt. Er wuchs in Aberdeenshire auf und besuchte die Durris Primary School und die Banchory Academy. Anschließend studierte Donaldson an der Universität Glasgow.

## Politischer Werdegang
Nachdem Donaldsons Parteikollege Dennis Robertson, der bei den Unterhauswahlen 2010 erfolglos im Wahlkreis West Aberdeenshire and Kincardine angetreten war, bei den schottischen Parlamentswahlen 2011 ein Mandat für das schottische Parlament errang, trat er zu den Unterhauswahlen 2015 nicht mehr an. Stattdessen stellte die Partei den erst 23-jährigen Donaldson in dem Wahlkreis auf, welchen der Liberaldemokrat Robert Smith seit seiner Einführung im Jahre 1997 im britischen Unterhaus vertrat. Mit den massiven Stimmgewinnen der SNP bei diesen Wahlen gewann Donaldson mit einem Stimmenanteil von 41,6 % das Mandat deutlich und zog in der Folge erstmals in das House of Commons ein. Bei den vorgezogenen Unterhauswahlen 2017 unterlag Paterson dem Konservativen Andrew Bowie und schied in der Folge aus dem House of Commons aus.